# Živilė Pinskuvienė

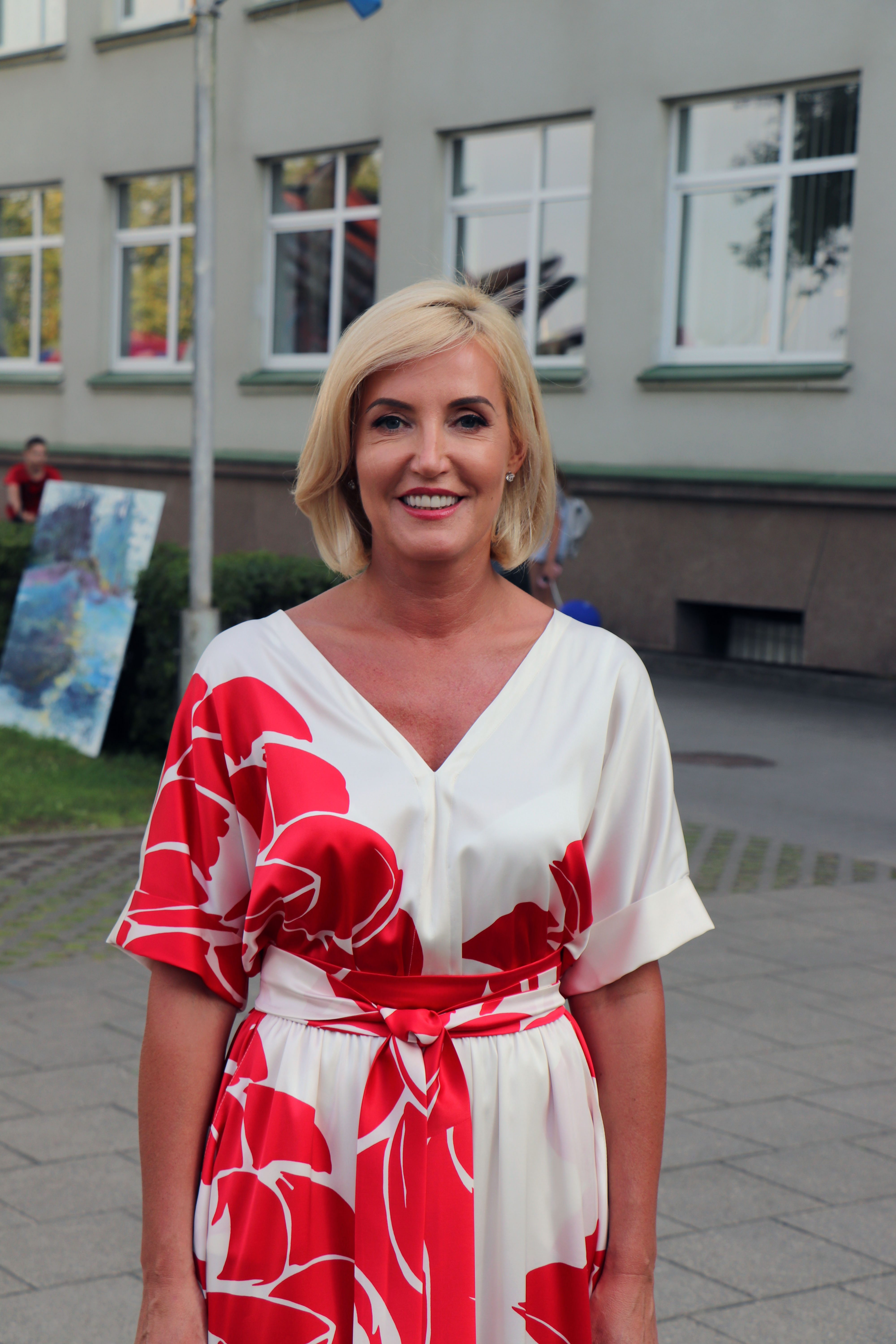
Živilė Pinskuvienė

Živilė Pinskuvienė (Gudonytė; * 21. Juni 1975 in Širvintos) ist eine litauische Politikerin, seit 2015 Bürgermeisterin der Rajongemeinde Širvintos, ehemalige Vizeministerin und Parteivorsitzende der Darbo partija (leiboristai).

## Leben
Nach dem Abitur an der 1. Mittelschule Širvintos absolvierte Živilė Gudonytė 1998 das Diplomstudium des Umweltschutzes und 2003 das Masterstudium des Umweltingenieurwesens an der Fakultät für Umweltingenieurwesen der Gedimino technikos universitetas in Vilnius.
Von 2000 bis 2002 leitete sie das Unternehmen UAB „Edroma“ als Generaldirektorin, von 2004 bis 2005 UAB „Danielita“ als Direktorin.
Von 2005 bis 2006 war Pinskuvienė Beraterin des Landwirtschaftsministers, von 2007 bis 2008 Administrationsdirektorin der Rajongemeinde Širvintos, 2008 stellv. Direktorin bei UADBB „Draudėjų pagalbos centras“. Von 2011 bis 2013 war sie Mitglied im Rat der Rajongemeinde Širvintos, ab 2012 stellvertretende Direktorin bei UAB „Danielita“.
Vom 22. Oktober 2013 bis Juli 2014 war Pinskuvienė stellvertretende Landwirtschaftsministerin Litauens, Stellvertreterin von Vigilijus Jukna (* 1968) im Kabinett Butkevičius. Sie gelangte er zur „Schwarzen Liste“ von der litauischen Präsidentin Dalia Grybauskaitė und sollte die nationale Politik verlassen. Seit 2015 ist Pinskuvienė Kommunalpolitikerin, Bürgermeisterin.
Von 2003 bis Ende November 2017 war Pinskuvienė Mitglied der Darbo partija, ab 2005 Leiterin der Sektion Širvintos und ab 2016 Parteivorsitzende. Seit 2018 ist sie Mitglied der LSDDP, stellvertretender Parteivorsitzende und seit Mai 2018 Leiterin der LSDDP-Sektion Širvintos.

## Familie
Pinskuvienė ist verheiratet. Ihr Mann ist Jonas Pinskus (* 1959), Politiker, ehemaliger Seimas-Mitglied und Vizebürgermeister von Vilnius. Sie haben die Tochter Daniela und den Sohn Dovydas.
Ihre Mutter ist Marija Gudonienė (* 1954), Politikerin der Rajongemeinde Širvintos.